# Metro w Neapolu
Metro w Neapolu – system metra działający we włoskim mieście Neapol. System złożony jest z trzech podziemnych linii metra (linia 1, linia 6 i linia 11).
Budowa pierwszej linii metra (teraz Linia 1) zaczęła się w 1986 roku a pierwszy odcinek oddano do użytku dnia 28 marca 1993 roku.